# Amoenothamnion
Amoenothamnion, maleni rod crvenih alga iz porodice Ceramiaceae, smješten u tribus Heterothamnieae, dio potporodice Ceramioideae.
Priznate su tri vrste, sve morske

## Vrste
1. Amoenothamnion lycopodioides Stegenga
2. Amoenothamnion minimum E.M.Wollaston
3. Amoenothamnion planktonicum Wollaston